# Michel Boissier
Michel Boissier est un homme politique français né le 23 novembre 1834 à Montluçon (Allier) et décédé le 25 avril 1921 à Néris-les-Bains (Allier)

## Biographie
Clerc de notaire à Montluçon puis à Paris, il s'installe comme notaire à Néris-les-Bains en 1863 et conserve sa charge jusqu'en 1900. Opposant à l'Empire, il est conseiller municipal de Néris-les-Bains. Maire de 1873 à 1877, congédié après le 16 mai 1877, puis de 1878 à 1881. Candidat radical-socialiste aux élections législatives, il est constamment devancé et se retire à l'issue du premier tour. Il est élu sénateur de l'Allier de 1903 à 1912, siégeant au groupe de la Gauche démocratique. Il collabore à des journaux locaux, notamment "le radical de l'Allier" où il manifeste un anticléricalisme virulent.

## Sources
- « Michel Boissier », dans le Dictionnaire des parlementaires français (1889-1940), sous la direction de Jean Jolly, PUF, 1960 [détail de l’édition]